# Astracantha amblolepis
Astracantha amblolepis är en ärtväxtart som först beskrevs av Fisch., och fick sitt nu gällande namn av Dieter Podlech. Astracantha amblolepis ingår i släktet Astracantha och familjen ärtväxter. Inga underarter finns listade i Catalogue of Life.